# Dohrnigma nudifrons
Dohrnigma nudifrons är en tvåvingeart som beskrevs av Ronald Henry Lambert Disney och Ellwood 2001. Dohrnigma nudifrons ingår i släktet Dohrnigma och familjen puckelflugor. Inga underarter finns listade i Catalogue of Life.